# 京浜急行バス追浜営業所
京浜急行バス追浜営業所（けいひんきゅうこうバスおっぱまえいぎょうしょ）は、神奈川県横須賀市夏島町に所在する京浜急行バスの営業所。主に追浜駅・金沢八景駅・金沢文庫駅東口・田浦駅を発着するバス路線、磯子駅 - 追浜車庫前、内川橋 - 安浦二丁目線を所管する。夏島町の営業所のほか、内川橋に操車場を保有する。営業所記号はA。また企業輸送のため貸切登録された車両が配属されており、貸切車の営業所記号はSAとなる。最寄りのバス停は「追浜車庫前」。

## 沿革

### 田浦営業所の系譜
横浜市との市境に近い神奈川県横須賀市北西部（旧田浦町）では、大正初期に今の船越にあった海軍水雷学校（現：海上自衛隊第2術科学校）へのアクセスを軸に乗合自動車の路線網が広がっていった。

当時は、現在の京急本線（横浜 - 三浦半島地域）にあたる鉄道路線を運行していた湘南電気鉄道の成立前で、官鉄横須賀線逗子駅と船越を結ぶ湘南乗合自動車の便がまず最初に誕生した。なお、この「湘南乗合自動車」は後に横須賀自動車が改称した湘南乗合自動車とは関係ない。

湘南電気鉄道の工事が始まると、鉄道先行の意味を込めて横須賀自動車が横須賀駅から金沢町（現：横浜市金沢区）を経て横浜市磯子区の杉田を結ぶバス路線を開設し、杉田で横浜乗合自動車の横浜駅行き（杉田営業所の横浜線の源流）や横浜市電に接続する路線網を構築していた。これら路線を担当したのは、横須賀市中心部の本社に併設されていた平坂（ひらさか）営業所と、現在の船越バス停付近にあった田浦営業所という2箇所の拠点だった。
1933年（昭和8年）、湘南電気鉄道の筆頭株主でもあった京浜電気鉄道の社長・望月軍四郎が横須賀自動車の経営権を掌握すると、1935年（昭和10年）には横浜乗合自動車を合併。横浜駅から横須賀駅まで同一会社のバスで行けるようになった。横須賀自動車は社名を湘南乗合自動車と変更した後、1937年（昭和12年）に、湘南電気鉄道へ合併された。

### 堀内営業所へ合併
湘南電気鉄道へ合併された直後には、横須賀自動車から引き継いだ田浦・平坂両営業所はそのままとされた。京浜電気鉄道が1941年（昭和16年）に湘南電気鉄道を合併した後もしばらくはそのままだったが、第二次世界大戦中の東京急行電鉄（大東急）への合併後に堀内営業所へ統合され消滅した。従って戦前の両営業所の系譜は堀内営業所に引き継がれており、このことは当営業所管下を走っている八景線が今でも堀内所管であることからもわかる。
1945年（昭和20年）、日本の敗戦とともに東急はバス事業の再建に乗り出した。

横浜市南部から横須賀市にかけての地域では、横浜市電杉田線の復旧が遅れたこともあり、現在の横浜線区間が終戦からわずか2か月弱で運行再開した。1946年（昭和21年）に入ると現在の磯子線・八景線区間も再開し、湘南富岡駅（現：京急富岡駅）が空襲被害により休止となっていた東急湘南線（現：京急本線）の補完的役割を果たした。
1947年（昭和22年）、神奈川県内の他営業所の路線の復旧が進んだことで車両不足が深刻化し、横浜線・磯子線を合わせた横浜駅 - 六浦間の運行が横浜市交通局（横浜市営バス）に委託された。
1948年（昭和23年）6月1日、大東急から分離独立して京浜急行電鉄が営業を開始し、杉田営業所・堀内営業所は京浜急行電鉄に承継されたが、杉田営業所は一旦廃止され、堀内営業所が横浜市と横須賀市にまたがる広い範囲の路線を担当することになった。直後の同年6月5日に八景線全線が運行再開され、杉田 - 堀内間の運行が始まった。同年11月には田浦線の前身となる船越循環線も新設された。

### 追浜営業所の設立
現在の追浜営業所は、京浜急行電鉄設立からずっと後の1970年代に新設された。
杉田営業所改め横浜営業所は、金沢区や横須賀市浦郷地区の路線も一体的に担当していたが、エリア南部の路線を営業所本所のある杉田から磯子線経由で出入庫させていたため無駄が目立った。1970年代に入ると住友線や能見台に移った野村住宅線、富岡線なども開通し、杉田から指令を出したのでは追い付かなくなることが懸念されたため、この地区の指令拠点を杉田から追浜に移すこととし、京浜急行電鉄は日産自動車追浜工場南端の搬入口に近い市有地を取得し、ここに追浜営業所を建設した。

### 年譜

#### 京浜電気鉄道時代
- 1927年（昭和2年）8月27日：京浜電気鉄道が川崎地区で乗合バスを営業開始。
- 1930年（昭和5年）
  - 4月1日：京浜電気鉄道、三浦半島一周自動車（鈴木八五郎経営、1925年7月設立。逗子駅 - 三崎海南間・林 - 横須賀逸見・三崎海南 - 横須賀逸見間他）を買収。半島一周自動車運輸商会と改称。
- 1931年（昭和6年）1月15日：京浜電気鉄道、臨海自動車（ヤナセ創業者の梁瀬長太郎が1921年に創業。三崎 - 横須賀逸見間・三崎 - 浦賀田中間）を傘下に収める。
- 1933年（昭和8年）
  - 11月19日 望月軍四郎（京浜電気鉄道社長）、横須賀自動車（1925年7月6日設立。横須賀 - 三崎間・横須賀 - 六浦荘間・杉田 - 逗子間他）を買収。
- 1935年（昭和10年）
  - 5月31日：横須賀自動車、横浜乗合自動車（1928年9月23日設立。富士屋自働車経営。横浜駅 - 杉田間）を合併。
  - 6月26日：横須賀自動車、湘南乗合自動車に改称。
  - 8月1日：京浜電気鉄道、鎌倉乗合自動車（1930年5月29日設立。鎌倉駅 - 大船駅間・鎌倉駅 - 逗子間）を傘下に収める。
- 1936年（昭和11年）
  - 2月1日：湘南電気鉄道、湘南乗合自動車を合併。
  - 9月25日：半島一周運輸商会、半島自動車（1936年6月25日設立）に事業譲渡。
- 1938年（昭和13年）
  - 1月1日：半島自動車、臨海自動車、鎌倉乗合自動車が合併。湘南半島自動車が成立。
  - 4月2日：陸上交通事業調整法が公布。
  - 7月1日：京浜電気鉄道、日本自動車道（1928年7月設立。大船駅 - 江ノ島口間・鎌倉駅 - 大仏間他）を傘下に収める。
- 1939年（昭和14年）
  - 9月1日：梅森自動車と蒲田乗合自動車が合併し、梅森蒲田自動車が成立。
  - 11月1日：湘南電気鉄道、三浦自動車（1921年6月20日設立。三崎 - 横須賀逸見間・三崎 - 浦賀間）を傘下に収める。
- 1940年（昭和15年）11月日：湘南半島自動車、三浦自動車を合併。
- 1941年（昭和16年）
  - 5月1日：湘南半島自動車、日本自動車道を合併。
  - 11月14日：陸運統制令が公布。
  - 11月1日：京浜電気鉄道、湘南電気鉄道および湘南半島自動車を合併。
- 1942年（昭和17年）
  - 5月1日：京浜電気鉄道、小田急電鉄と共に東京横浜電鉄に合併し、東京急行電鉄（大東急）が成立。
  - 12月1日：梅森蒲田自動車、東京急行電鉄に事業を譲渡して解散。
- 1947年（昭和22年）8月16日：横浜市と臨時運転契約を締結し、休止中の横浜駅 - 杉田間を横浜市営バスが代行。

#### 京浜急行電鉄時代
- 1948年（昭和23年）6月1日：京浜急行電鉄が発足、自動車部は7営業所・車両173台で営業開始[1]。
  - 東京急行電鉄（大東急）からの分離独立に伴い、旧京浜電気鉄道のバス路線（旧湘南電気鉄道、湘南半島自動車のバス路線を含む）、旧梅森蒲田自動車のバス路線のうち旧梅森自動車の路線、旧東京横浜電鉄のバス路線のうち旧大森乗合自動車の路線（大森駅 - 梅屋敷通間）を承継。
- 1949年（昭和24年）2月1日：横浜 - 三崎の急行バスを運行開始[1]。
- 1950年（昭和25年）2月：葉山観光自動車（1949年5月、葉山 - 逗子間を開業）を傘下に収める。
- 1952年（昭和27年）8月21日：東京駅 - 鎌倉 - 三崎の急行バスを運行開始[1]。
- 1954年（昭和29年）7月25日：三浦半島一周定期遊覧バス「さざなみ号」を運行開始[1]。
- 1960年（昭和35年）4月20日：城ヶ島大橋の開通に伴い、バス乗り入れを開始[1]。
- 1964年（昭和39年）4月20日：一般路線バス10路線でワンマンバス運行開始（田浦駅 - 追浜駅線ほか）[1]。
- 1970年（昭和45年）10月1日：三浦交通（1954年11月、葉山観光自動車を改称）のバス事業を承継[1]。
- 1974年（昭和49年）11月1日：東京 - 三浦半島周遊の定期観光バス「みうら号」を高速道路経由に変更し「ブルーライン号」に改称。
- 1978年（昭和53年）6月16日：京浜急行電鉄自動車事業本部追浜営業所として当営業所を新設。横浜営業所を併合し追浜営業所杉田車庫とする。
- 1987年（昭和62年）5月28日：能見台車庫が完成[1]。金沢文庫駅・能見台駅発着の路線の一部を移管。
- 1989年（平成元年）3月25日 - 10月1日：横浜博覧会が開催。横浜駅西口 - 会場ゴンドラゲートを結ぶシャトルバスの運行を担当（A7905車）[2]。
- 1990年（平成2年）9月16日 ：横浜営業所の再設により、能見台車庫を分割。
- 1994年（平成6年）11月1日：横浜営業所を新築し移転する[1]。
- 1995年（平成7年）8月1日：横須賀市無料福祉バス「いきいきルシア号」を市内5コースで運行開始[1]。
- 1996年（平成7年）4月1日：横須賀市のイラストバス「京急アメリカンバス」3台が運行開始[1]。

#### 京浜急行バス設立後
- 1999年（平成11年）4月1日：最初の分離子会社として京急バス株式会社を設立[1]（10月1日営業開始[1]）。
- 2000年（平成12年）12月26日：横浜京急バス株式会社、横須賀京急バス株式会社を設立[1]。
- 2001年（平成13年）6月1日：横浜京急バス株式会社、横須賀京急バス株式会社が営業開始[1]。横須賀京急バスへは横須賀駅 - 観音崎などの路線を移管[1]。
- 2003年（平成15年）
  - 3月20日：京急バス株式会社、羽田京急バス株式会社へ商号変更[1]。
  - 4月10日：京浜急行バス株式会社を設立[1]。京浜急行電鉄の子会社（バス事業管理統括会社）として設立された[3]。
  - 10月1日：京浜急行電鉄のバス事業を会社分割し、京浜急行バスが事業承継して営業開始[1]。
- 2005年（平成17年）9月16日：横浜京急バス能見台営業所を開設、能見台駅・京急富岡駅発着の路線を能見台営業所へ移管。
- 2006年6月1日：横須賀京急バス、湘南京急バス株式会社へ商号変更[1]（鎌倉営業所を設立したため）。
- 2008年（平成20年）2月2日：追浜営業所でもPASMOを導入[4]。
- 2012年（平成24年）3月31日：横須賀市無料福祉バス「いきいきルシア号」が廃止[5]。
- 2018年（平成30年）4月1日：京浜急行バスが羽田京急バス・横浜京急バス・湘南京急バスを吸収合併。3社配下の営業所が本体に復帰、3社への運行委託をすべて解除。同時に京浜急行バス追浜営業所となる[6]。

## 現行路線
横浜京急バス時代は、当営業所の路線は全て京浜急行バスからの運行受託路線であった。

### 磯子線
- 4 追浜車庫前 - 天神橋 - 追浜駅 - 内川橋 - 金沢八景 - 金沢文庫 - 杉田 - 磯子駅（2007年3月まで横浜市営バス磯子営業所と共同運行）
- 4 追浜駅 - 内川橋 - 金沢八景 - 金沢文庫 - 杉田 - 磯子駅
- 4 追浜車庫前 ← 天神橋 ← 追浜駅 ← 内川橋 ← 金沢八景 ← 金沢文庫 ← 宮の前（平日の朝一番の便のみ）
- 4 夏島 → 追浜車庫前 → 天神橋 → 追浜駅 → 内川橋 → 金沢八景 → 金沢文庫 → 杉田 → 磯子駅（平日夕のみ）

横須賀市北部の追浜と横浜市磯子区の根岸線磯子駅を結ぶ路線である。路線の成立は1949年（昭和24年）と古く、当時は横浜駅を起点としていた。またそれ以前の1948年より堀内 - 杉田も運行され、後に横浜駅 - 堀内の直通運行も開始された。開通当初は堀内営業所の担当であったが、運行の効率化を図るため1952年（昭和27年）に杉田操車場が開設され、1959年の営業所への昇格により杉田営業所（後、横浜営業所）所管となった。
1960年代後半に入るとモータリゼーションの進展により定時運行が困難になり、1971年（昭和46年）に磯子駅を境に横浜方を110系統、追浜方は4系統として路線を分割した。その後、追浜方の起終点が東京ファイン前、追浜車庫前、夏島と徐々に延びる一方で、磯子駅側の遅延対策として横浜営業所担当の途中折り返し便「鳥見塚線」が設定された。国道16号や追浜駅前通りの混雑による渋滞で遅延することもある。平日のみ追浜駅折り返し便が設定されている。
かつては横浜市営バス4系統（磯子営業所が担当）と共同運行していたが、横浜市営は2007年（平成19年）3月31日限りで撤退。同時に鳥見塚線も本系統に吸収される形で廃止された。市営バス運行当時および2008年2月1日までは、運賃の支払いは前乗り後降り・釣銭式であったが、現在はすべて後乗り前降り・整理券発行方式および両替式に変更された。杉田 - 磯子駅間は均一運賃となっている。
2007年10月からは、平日夕方に運行されていた夏島発追浜駅行き追3系統の2便を4系統に変更し、運行区間が磯子駅まで事実上の延長となった。
路線沿革
- 1945年（昭和20年）10月11日：東京急行電鉄（大東急）杉田営業所の手により、横浜駅 - 杉田間（現在の横浜線区間）のバスが再開される。
- 1946年（昭和21年）5月5日：杉田 - 船越間（現在の磯子線と八景線を合わせた区間）のバスが再開される。
- 1947年（昭和22年）：大東急が横浜市交通局と臨時運転契約を結び、横浜市営バス浅間町営業所の車により運行される[8]。
- 1948年（昭和23年）6月5日：堀内 - 杉田間の直通運行（現在の磯子線と八景線、観音崎線を合わせた区間）を開始。
- 1949年（昭和24年）2月1日 - 横浜駅 - 六浦運行開始、横浜市交通局と相互乗り入れ開始。
- 1950年（昭和25年）1月1日： 横浜駅 - 堀内で直通運行開始
- 1959年（昭和34年）3月16日 - 杉田営業所に移管
- 1966年（昭和41年）5月23日 - 横浜駅 - 追浜日産自動車の運行開始
- 1971年（昭和46年）3月11日 - 横浜までの直通運行を中止、磯子駅 - 追浜日産自動車の運転となる。
- 1978年（昭和53年）6月16日 - 追浜営業所に移管
- 時期不明 - 日産自動車 - 東京ファイン前を延長
- 1985年（昭和60年）9月10日 - 磯子駅 - 東富岡間の折り返し便磯4系統鳥見塚線が新設される。横浜営業所担当。
- 1986年頃 - 磯子駅 - 追浜駅の区間便を廃止し、京急担当便の全便が磯子駅 - 東京ファイン前の運転に変更
- 2001年（平成13年）1月15日 - 東京ファイン - 追浜車庫前を延長
- 2003年（平成15年）10月1日 - 横浜京急バスに運行委託開始 ※2004年7/16までは暫定的に横浜京急バス杉田営業所が担当していた。
- 2007年（平成19年）
  - 4月1日 - 横浜市営バスが運行撤退、京急単独となる[7]。宮の前→追浜車庫前と追浜車庫前→金沢文庫の区間便運行開始、および磯子駅 - 追浜駅の区間便を再設定。同時に鳥見塚線が本系統に吸収される形で廃止。
  - 10月1日 - 夏島発磯子駅行きの運行を開始、追浜車庫前発金沢文庫行きを金沢文庫駅乗り入れを開始
- 2024年（令和6年）４系統　追浜車庫前→金沢文庫駅区間便廃止

### 安浦二丁目線
- 八31：安浦二丁目 - 横須賀中央駅 - 横須賀駅 - 田浦郵便局 - 船越 - 追浜駅 - 内川橋
- 八31：北部共済病院 → 田浦郵便局 → 横須賀駅 → 横須賀中央駅 → 安浦二丁目
- 追34：安浦二丁目 → 横須賀中央駅 → 横須賀駅 → 田浦郵便局 → 船越 → 追浜駅

路線沿革
- 1945年（昭和20年）10月11日：東京急行電鉄（大東急。現・東急バス）杉田営業所の手により、横浜駅 - 杉田間（現在の横浜線区間）のバスが再開される。
- 1946年（昭和21年）5月5日：杉田 - 船越間（現在の磯子線と八景線を合わせた区間）のバスが再開される。
- 1948年（昭和23年）
  - 6月1日：京浜急行電鉄に引き渡され、堀内営業所所管となる。この時には横浜駅 - 六浦と杉田 - 横須賀駅の2路線となっていた。
  - 6月5日：堀内 - 杉田間の直通運行を開始。
- 1949年（昭和24年）2月1日：横浜駅 - 六浦間で横浜市営バスとの相互乗り入れを開始。
- 1950年（昭和25年）1月1日：横浜線区間と磯子線・八景線区間を統合、堀内 - 横浜駅間の運行を開始。
- 1959年（昭和34年）3月16日：杉田営業所へ移管。
- 1966年（昭和41年）：堀内 - 金沢文庫と横浜駅 - 追浜日産自動車に分割、現在の八景線と磯子線の基礎ができる。
- 1970年（昭和45年）12月1日：堀内 - 金沢八景に短縮。
- 1971年（昭和46年）3月10日：横浜市内区間を横浜駅 - 杉田平和町（110系統）と磯子駅 - 追浜日産自動車（4系統）に分割。横浜線、磯子線が現在の形になる。
- 1978年（昭和53年）6月21日：堀内 - 内川橋間の運行を開始。
- 1983年（昭和58年）10月1日：堀内 - 金沢区総合庁舎前の運行を開始。
- 1989年（平成元年）10月16日：堀内発着を聖徳寺坂下発/米ヶ浜着に変更短縮、追浜営業所へ移管。
- 1999年（平成11年）7月12日：内川橋 - 金沢区総合庁舎前を廃止
- 2000年（平成12年）10月1日：北部共済病院 → 米ヶ浜の運行を開始
- 2002年（平成14年）10月1日：19時以降日ノ出町経由に変更。同時に聖徳寺坂下・米ヶ浜 - 安浦二丁目間を延長し、安浦二丁目発着に変更
- 2003年（平成15年）10月1日：堀内営業所に復帰、横須賀京急バス（当時）委託運行を開始。
- 2021年（令和3年）3月5日：追35系統が系統整理により廃止。
- 2022年 （令和4年）3月13日：堀内営業所の閉鎖により追浜営業所に移管。同時に北部共済病院始発の八31系統を新設。なお、2021年に廃止になった追35系統と同じ経路である。路線習熟完了の乗務員不足により久里浜営業所と共同運行。
- 2022年 （令和4年）10月1日：久里浜営業所が撤退し、追浜営業所単独運行となる。

京急本線金沢八景駅と追浜駅の中間にある内川橋から国道16号を下り、JR横須賀駅、京急横須賀中央駅を越えて県立大学駅に近い安浦2丁目まで行く路線。全区間で京急本線と並走する。内川橋、瀬が崎の両停留所は横浜市金沢区にあり、堀内営業所の一般路線では唯一の横浜市内乗り入れ系統となっていた。
この系統の源流は戦前の横須賀自動車の時代にまで遡り、戦後の最盛期には現在追浜営業所に移管されている磯子線（4系統）、杉田営業所の横浜線（110系統）と合わさって、横浜駅まで行く長距離路線だった。また、現在横浜線・磯子線となっている区間では横浜市営バスへの運行委託や2社局共同運行も行われたが、追浜駅以南の横須賀市内は大東急時代から民営単独で維持されている。

### たかとり循環線
- 追1 : 内川橋 → 追浜駅 → たかとり小学校 → 湘南たかとりセンター → 追浜駅 → 内川橋
- 追1 : たかとり小学校 → 湘南たかとりセンター → 追浜駅 → 内川橋
- 追1 : 内川橋 → 追浜駅 → たかとり小学校 → 湘南たかとりセンター → 追浜駅
- 追5 : 内川橋 → 追浜駅 → 湘南たかとりセンター → 湘南たかとり一丁目 → 湘南たかとりセンター（降車のみ）→ たかとり小学校 → 湘南たかとりセンター → 追浜駅 → 内川橋

京急本線追浜駅と湘南たかとり団地を結ぶ循環路線。多くの便が操車場のある内川橋発着となる。
路線沿革
- 1978年（昭和58年）12月16日 - 内川橋 - 湘南たかとり循環および内川橋 - 湘南たかとり1丁目の運行を開始
- 2004年（平成16年）8月1日 - 横浜京急バスに運行委託開始
- 2015年（平成27年）2月1日 - 追5系統湘南たかとり大循環線の運行を日中に開始
- 2021年（令和3年）7月15日 -  追2 : 内川橋 - 追浜駅 - 湘南たかとり1丁目 系統を廃止[9]。

### 夏島線・住友線
- 追3 : 追浜駅 - 日産自動車前 - 追浜車庫前 - 夏島
- 追4 : 追浜駅 - （直通） - 日産研究所
- 追6 : 追浜駅 - 日産自動車前 - 追浜車庫前 - 夏島 - 日産研究所 - 住友重機械
- 追6 : 追浜駅→日産自動車前→追浜車庫前→夏島→日産研究所→海洋研究開発機構→住友重機械正門→夏島→追浜駅
- 追6 : 追浜駅 - （直通） - 住友重機械
- 追8 : 追浜駅 - 追浜車庫前 - 夏島 - 日産研究所

追浜駅東方の埋立地である横須賀市夏島町に立地する工業地帯への路線。日産自動車追浜工場、住友重機械工業横須賀製造所、国立研究開発法人海洋研究開発機構本部への通勤利用が主体となっている。このうち追4系統（日産研究所直通）、追6系統（住友重機械直行）は工場構内が終点となる路線のため、一般客は利用できない。乗車時に行先の会社の社員証または協力会社の社員は入場許可証を提示する必要がある。海洋研究開発機構で降りる場合も同機構職員証の提示が必要。
路線沿革
- 1962年（昭和37年）5月1日 - 追浜駅 - 夏島の運行を開始
- 1972年（昭和47年）9月1日 - 追浜駅 - 住友重機械の運行を開始
- 1978年（昭和53年）6月21日 - 住友重機械 - 住友重機東岸を延長

### 田浦線
- 田17 : 追浜駅 - 日産自動車前 - 深浦 - 池ノ谷戸 - 田浦駅
- 追7 : 追浜駅 → 日産自動車前 → 深浦 → 日産自動車前 → 追浜駅

追浜駅から海岸近くの深浦地区を経由して横須賀線田浦駅へと至る路線。夏島線と共に日産追浜工場への通勤輸送を担うほか、旧水雷学校跡地で池ノ谷戸バス停が最寄りとなる海上自衛隊第2術科学校への輸送需要もある。
詳しい成立時期は不明だが、1948年に船越を起点とする深浦循環線が運行を開始している。1952年には田浦駅まで延長されているが、1955年頃に循環を廃止している。その後1961年には追浜側からの循環線が開通し、一部は金沢八景まで直通した。なお当時は、田浦駅発着便は逗子営業所、追浜駅発着便は堀内営業所、金沢八景発着便は杉田営業所がそれぞれ担当していたが、1978年の追浜営業所の新設ですべて追浜の所管となった。
路線沿革
- 1948年（昭和23年）11月7日 - 船越 - 深浦 - 追浜 - 船越の運行を再開
- 1952年（昭和27年）1月11日 - 船越 - 田浦駅間を延長
- 時期不明 - 追浜駅 - 深浦 - 田浦駅に変更
- 1961年（昭和36年）5月11日 - 追浜駅 - 深浦循環が運行を開始
- 1978年（昭和53年）6月16日 - 追浜営業所の新設に伴い、追浜営業所へ移管
- 2004年（平成16年）3月16日 - 横浜京急バスに運行委託開始

### 大道線・三信住宅線
- 追21 追浜駅 - 内川橋 - 金沢八景駅 - 六浦 - 大道中学校 - 三信住宅
- 八21 金沢八景駅 - 六浦 - 大道中学校 - 三信住宅

金沢八景駅と大道・朝比奈方面の住宅地を結ぶ。大道中学校前まで神奈川中央交通横浜営業所の船08系統・金24系統などと併走している（共通定期券の取り扱いはなし）。
路線沿革
- 1975年（昭和50年）4月1日 ： 金沢八景駅 - 三信住宅間の運行を開始
- 2020年（令和2年）11月1日:  大道中学校折返所の閉鎖に伴い大道中学校折返しの追20・八20を廃止[10]。代替として追21を新設[10]。

### 関東学院循環線
- 八8 金沢八景駅 → 柳町 → 関東学院東→関東学院正門 → 内川橋 → 六浦中学 → 六浦橋 → 金沢八景駅

関東学院本部・六浦校地内の各学校（大学金沢八景キャンパス、六浦中学校・高校、六浦小学校）や横浜創学館高等学校への通学輸送に事実上特化した一方循環線。日曜祝日・大学休暇期間は原則として運休となる。
路線沿革
- 1957年（昭和32年）9月1日 - 金沢八景 - 野島橋 - 内川橋循環の運行を開始
- 時期不明 - 金沢八景駅への乗り入れ開始
- 2011年（平成23年）4月1日 - この日の始発便から運行経路が変更となり従来の逆回りとなった。また、これにより夕照橋停留所は廃止された。

### 柴町線
- 文13 : （往路） 金沢文庫駅 → 寺前 → 称名寺 → 文庫小学校 → 柴町
- 文13 : （復路） 金沢文庫駅 ← 金沢町 ← 称名寺 ← 文庫小学校 ← 柴町

金沢文庫駅と金沢区柴町を結ぶ路線。全線の殆どが狭隘区間であるため中型バスで運行され、途中一方通行の道路を通るため、金沢文庫 - 称名寺の経路は上下線で異なる。
路線沿革
- 1951年（昭和26年）7月21日 - 金沢文庫駅 - 柴町間の運行を開始
- 1959年（昭和34年）3月16日 - 杉田操車場の営業所昇格に伴い、杉田営業所へ移管

### 金沢工業団地線
- 文17 : 金沢文庫駅 → 西柴4丁目 → 文庫小学校 → 金沢工業団地 → 金属団地 → 食品センター → 文庫小学校 → 西柴4丁目 → 金沢文庫駅
- 文18 : 金沢文庫駅 - 西柴4丁目 - 文庫小学校 - 東柴町 - 八景島駅歩道橋
- 文19 : 金沢文庫駅 → 西柴4丁目 → 文庫小学校 → 金沢工業団地 → 市大医学部 → ヘリポート → 文庫小学校 → 西柴4丁目 → 金沢文庫駅

金沢文庫駅と金沢工業団地地区を結ぶ循環線。金沢シーサイドラインの補完的役割も果たす。区間便の文18系統も毎時1本程度運行されている。
路線沿革
- 時期不明 - 金沢文庫駅 - 金沢埋立3号地の運行を開始
- 時期不明 - 文15・金沢文庫駅 - 称名寺 - 東柴町 - 工業団地小循環の運行を開始
- 1985年5月13日 - 金沢文庫駅 - 称名寺 - 東柴町 - 福浦3丁目経由産業振興センター・工業団地循環の運行を開始
- 1985年5月13日 - 文16・金沢文庫駅 - 称名寺 - 東柴町 - ヘリポート前 - 化学工業団地・工業団地循環の運行を開始
- 1986年12月18日 - 称名寺経由の運行を西柴団地経由の運行に変更。文18・金沢文庫駅 - 西柴団地 - 東柴町 - 福浦3丁目経由産業振興センター・工業団地循環、文19・金沢文庫駅 - 西柴団地 - 東柴町 - ヘリポート前 - 化学工業団地・工業団地循環の運行を開始
- 2004年7月16日 - ダイヤ改正、文16系統の運行を開始
- 2021年3月1日 - 文16 : 金沢文庫駅 - 西柴4丁目 - 文庫小学校 - 海の公園 系統を廃止[11]。
- 2022年10月1日 - 文18系統に「八景島駅歩道橋」停留所を新設。従来の終点の東柴町より1区間延長運転開始。また、文19系統の「福浦海岸」停留所を「市大医学部」へ名称変更[12]。

### 車庫 - 野島 - 文庫線
- 文15 : 金沢文庫駅 - 金沢区総合庁舎 - 州崎 - 平潟 - 夕照橋 - 追浜住宅入口 - 日産自動車 - 追浜車庫前

野島経由による文15系統は、追浜営業所が担当する金沢工業団地線、柴町線の車両の出入り用に設定された路線である。従来運行していた八9系統の廃止に伴い、同系統の運行区間の一部を踏襲して運行される。八9系統の時代はすべて中型車で運転されたが、現在は金沢工業団地線に使用される大型車両も使用される。またバスの出入庫にあわせたダイヤ編成となっており、金沢文庫行きは早朝から夕方まで、追浜車庫前行は朝ラッシュ後から深夜までの運行である。
路線沿革
- 1957年12月17日 - 金沢八景駅 - 野島 - 室ノ木 - 追浜駅の運行を開始
- 1959年3月16日 - 杉田操車場の営業所昇格に伴い、杉田営業所へ移管
- 1962年9月1日 - 金沢八景駅 - 野島 - 室ノ木 - 追浜住宅入口 - 追浜駅の運行を開始
- 2002年2月1日 - 路線の再編により、現在の経路での運行を開始

### 六浦駅循環線
- 六1：六浦駅 → 湘南六浦第一・第二 → 六浦台住宅 → 六浦南小学校 → エステシティ壱番館 → エステシティ3号棟 → 六浦駅
- 六2：六浦駅 → 湘南六浦第一・第二 → 六浦台住宅 → 六浦南小学校 → エステシティ壱番館 → エステシティ3号棟
- 六3：六浦台住宅 → 六浦南小学校 → エステシティ壱番館 → エステシティ3号棟 → 六浦駅
- 六4：六浦駅 → 湘南六浦第一・第二 → 六浦台住宅 → 六浦南小学校 → エステシティ壱番館 → エステシティ3号棟→六浦南五丁目

小高い丘の上にある六浦台・エステシティ地区待望のバス路線で2009年9月7日に運行を開始した。カーブや急な坂道が多い。一部便は、六浦台住宅始発六浦駅行きまたは六浦駅発エステシティ3号棟止まりまたは六浦南五丁目止まりで運行される。
2020年3月1日に能見台営業所から移管された。

## 廃止路線

### 東朝比奈循環線
- 朝1：三信住宅 → 三信センター → クローバーハイツ → 三信センター → 六浦駅西口 → 三信住宅
- 朝2：三信住宅 → 三信センター → クローバーハイツ → 三信センター → 六浦駅西口 → 三信住宅 → クローバーハイツ

2020年3月1日から実証運行を開始した路線。三信住宅及び東朝比奈地区と六浦駅を結ぶ循環路線。新型コロナウイルス感染拡大の影響で実証運行が困難になった為、2020年9月16日から運行休止。2022年4月1日より運行を再開し、新たに停留所も新設された。2022年9月30日をもって実証運行終了となった

## 車両

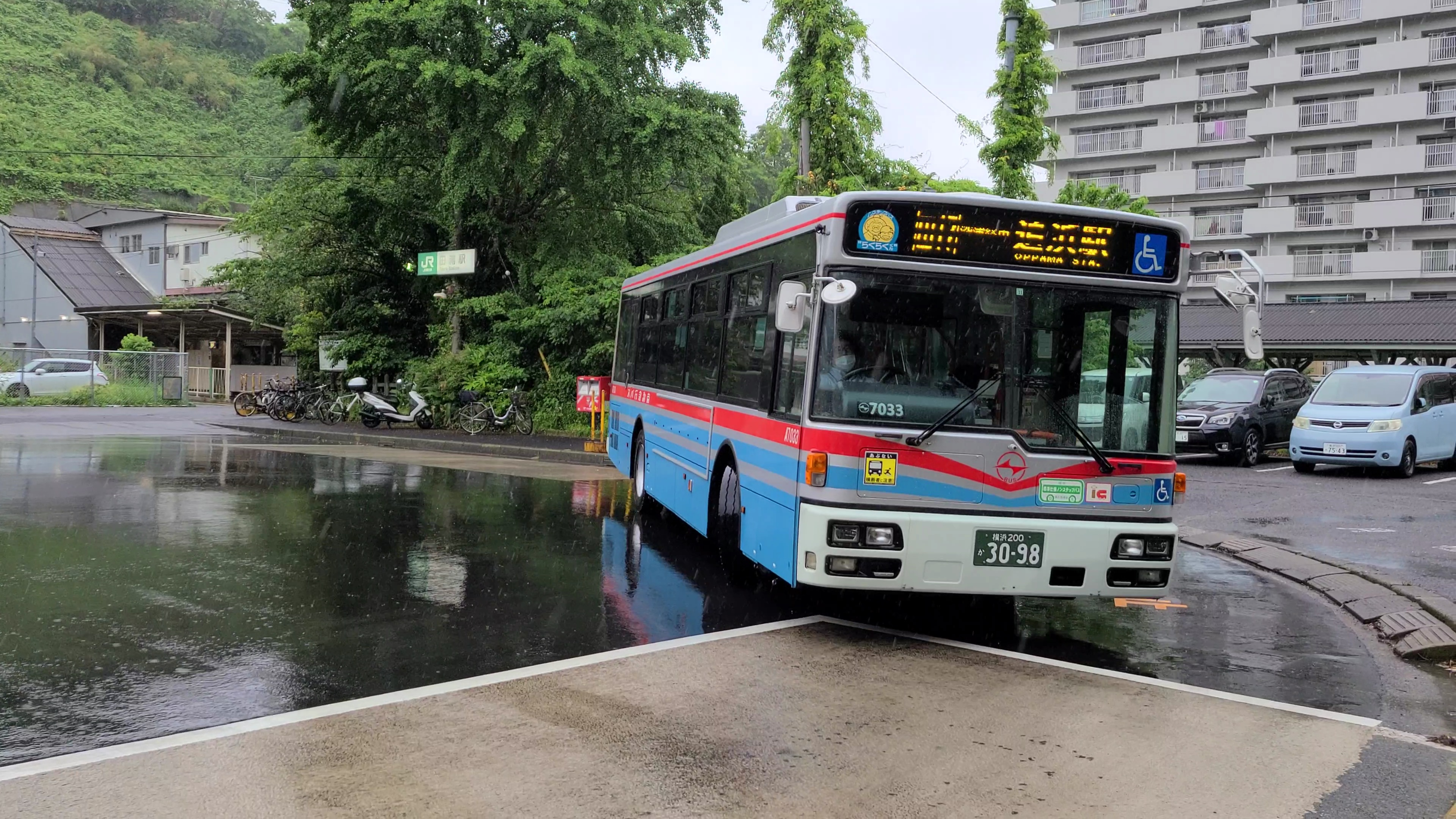
追浜営業所の所属車両
日産ディーゼル・スペースランナーRA（A7033号車）
日産自動車追浜工場に隣接することから、伝統的に日産ディーゼル工業製の車両が導入されていた。
2021年、田浦駅にて撮影

追浜営業所は地元に日産自動車追浜工場が立地することから、大型車は日産ディーゼル工業（スペースランナーRA、RPシリーズ）といすゞ自動車（BU系→C系→キュービック→エルガ）の2メーカー、中型車はいすゞ（ジャーニー→エルガミオ）を中心に配車されてきた。
1986年（昭和61年）には夏島線専用に中扉を両開きとしたスーパーワイドドア車が納車されたが、短期間で東京地区の大森営業所へ転属した。
2000年代になって京浜急行バスグループ全体で調達が見直された後も、サイズダウン車を中心に日産ディーゼルの配車は続けられたが、UDトラックスに社名変更した後の2010年（平成22年）にバスの製造販売を終了したため、以後は原則としていすゞ車のみの納車となり現在に至る。2011年と2024年には三菱ふそう・エアロスターが配置された。